# 1. hokejová liga SR 2002/2003
1. hokejová liga SR 2002/2003 byla desátou sezónou 1. hokejové ligy na Slovensku, které se zúčastnilo 12 týmů. Před sezónou byla ukončena spolupráce mezi MšHK Prievidza a HKm Zvolen ohledně B-týmu. MšHK Prievidza odkoupil licenci od B-týmu Žiliny a fungoval jako samostatný klub.
Vítězem soutěže se stal tým MHC Nitra, který nahradil tým HK VTJ Spišská Nová Ves ve Slovnaft extralize. Do 2. ligy SR sestoupil tým HK Ružinov 99 Bratislava, jehož nahradil v následující sezóně celek HK VTJ Piešťany.

## Základní část
| Vysvětlivka                       |
| --------------------------------- |
| Postupující do Slovnaft extraligy |
| Sestupující do 2. ligy            |

| Poř. | Tým                       | Z  | V  | R | P  | VG  | OG  | B  |
| ---- | ------------------------- | -- | -- | - | -- | --- | --- | -- |
| 1.   | MHC Nitra                 | 44 | 34 | 4 | 6  | 214 | 87  | 72 |
| 2.   | Spartak Dubnica nad Váhom | 44 | 29 | 7 | 8  | 173 | 95  | 65 |
| 3.   | HK VTJ Farmakol Prešov    | 44 | 26 | 5 | 13 | 181 | 114 | 57 |
| 4.   | HC VTJ Telvis Topoľčany   | 44 | 23 | 2 | 19 | 175 | 165 | 48 |
| 5.   | HKm Zvolen B              | 44 | 21 | 3 | 20 | 121 | 127 | 45 |
| 6.   | HC Dukla Senica           | 44 | 20 | 2 | 22 | 164 | 187 | 42 |
| 7.   | HK VTJ Trebišov           | 44 | 17 | 7 | 20 | 143 | 154 | 41 |
| 8.   | MšHK Prievidza            | 44 | 17 | 5 | 22 | 121 | 140 | 39 |
| 9.   | HK 95 Považská Bystrica   | 44 | 15 | 7 | 22 | 122 | 154 | 37 |
| 10.  | ŠaHK Banská Bystrica      | 44 | 14 | 9 | 21 | 134 | 149 | 37 |
| 11.  | HK Dukla Michalovce       | 44 | 10 | 6 | 28 | 104 | 161 | 26 |
| 12.  | HK Ružinov 99 Bratislava  | 44 | 7  | 5 | 32 | 89  | 208 | 19 |